# 鮑威爾縣 (肯塔基州)
鮑威爾縣（英語：Powell County）是美國肯塔基州東部的一個縣，位於堪伯蘭高原西緣。面積467平方公里。根据美國2000年人口普查，共有人口13,237人。治所斯坦頓（Stanton）。
成立於1852年1月7日。縣名紀念歷任州長、聯邦參議員的拉薩路·鮑威爾。本縣為一禁酒的縣。